# Corisco (bairro de São Paulo)
Corisco é um bairro localizado na zona nordeste da cidade de São Paulo, situado no distrito de Tucuruvi. É administrado pela Subprefeitura de Santana.